# بورس اوراق بهادار تبریز
تالار بورس اوراق بهادار منطقه‌ای آذربایجان شرقی که با نام بورس تبریز هم شناخته می‌شود، یک تالار بورس در شهر تبریز است که به عنوان بورس اوراق بهادار منظقه‌ای آذربایجان شرقی زیر نظر سازمان بورس اوراق بهادار تهران فعالیت می‌نماید. در این تالار بورس، تمامی شرکت‌های پذیرفته شده در بورس تهران قابل معامله می‌باشند. تالار بورس اوراق بهادار منطقه‌ای آذربایجان شرقی به عنوان دومین تالار بورس منطقه‌ای ایران در تاریخ ۲۲ مهر ۱۳۸۲ افتتاح شده‌است.

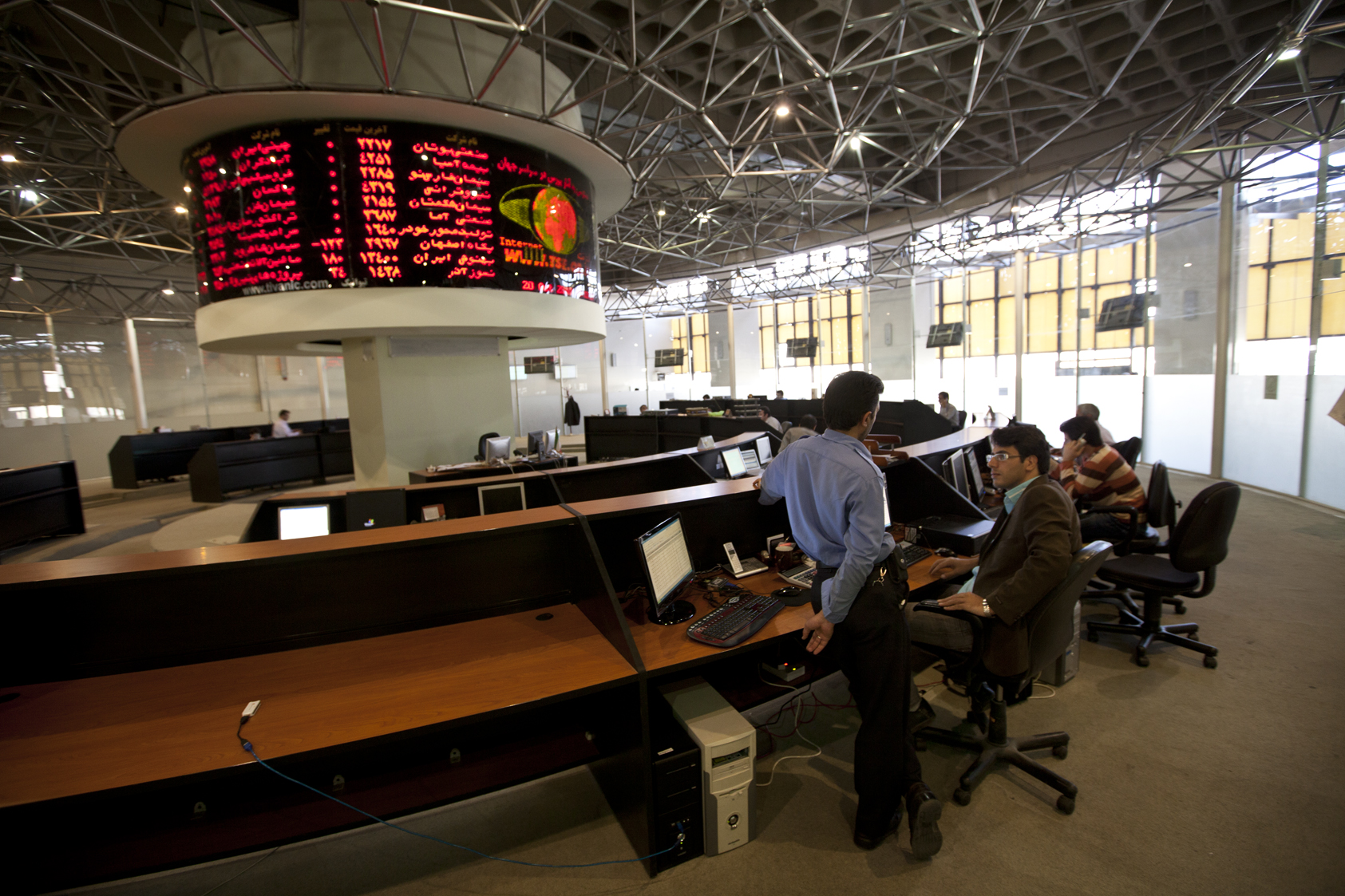
تالار بورس آذربایجان شرقی

## تاریخچه
«تالار بورس اوراق بهادار منطقه‌ای آذربایجان شرقی» به عنوان دومین تالار بورس منطقه‌ای ایران در تاریخ ۲۲ مهر ۱۳۸۲ در تبریز به سرپرستی بلال خیرآور افتتاح شده‌است. «تالار بورس اوراق بهادار منطقه‌ای آذربایجان شرقی» در ابتدا با حضور 1 شرکت کارگزاری شروع به کار نمود و در حال حاضر با پس از 20 سال با 150 نقطه دسترسی در حال ادامه فعالیت می‌باشد. در حال حاضر اصغر نجفی مدیریت تالار بورس اوراق بهادار منطقه‌ای آذربایجان شرقی را بر عهده دارد.

## عملکرد تالار آذربایجان شرقی
«تالار بورس اوراق بهادار منطقه‌ای آذربایجان شرقی» به عنوان دومین بورس منطقای کشور زیر نظر بورس اوراق بهادار تهران فعالیت می‌کند و سهام تمامی شرکت‌های پذیرفته شده در بورس تهران در این تالار قابل معامله می‌باشد. از جمله اوراق بهادار قابل معامله در این تالار می‌توان به سهام شرکت‌ها، اوراق حق تقدم خرید سهام، اوراق مشارکت، اوراق صکوک، واحدهای صندوق‌های مشترک سرمایه‌گذاری، اوراق صندوق‌های زمین و ساختمان، اوراق مشتقه، اوراق تسهیلات مسکن و ... را نام برد.
سیستم معاملاتی «تالار بورس اوراق بهادار منطقه‌ای آذربایجان شرقی» در ابتدای شروع به کار سیستم معاملاتی AS400 بود و پس از آن سیستم PAM مورد استفاده قرار گرفت و در حال حاضر این تالار از سیستم معاملاتی EBS برای انجام معاملات بهره می‌گیرد. 

تالار بورس آذربایجان شرقی

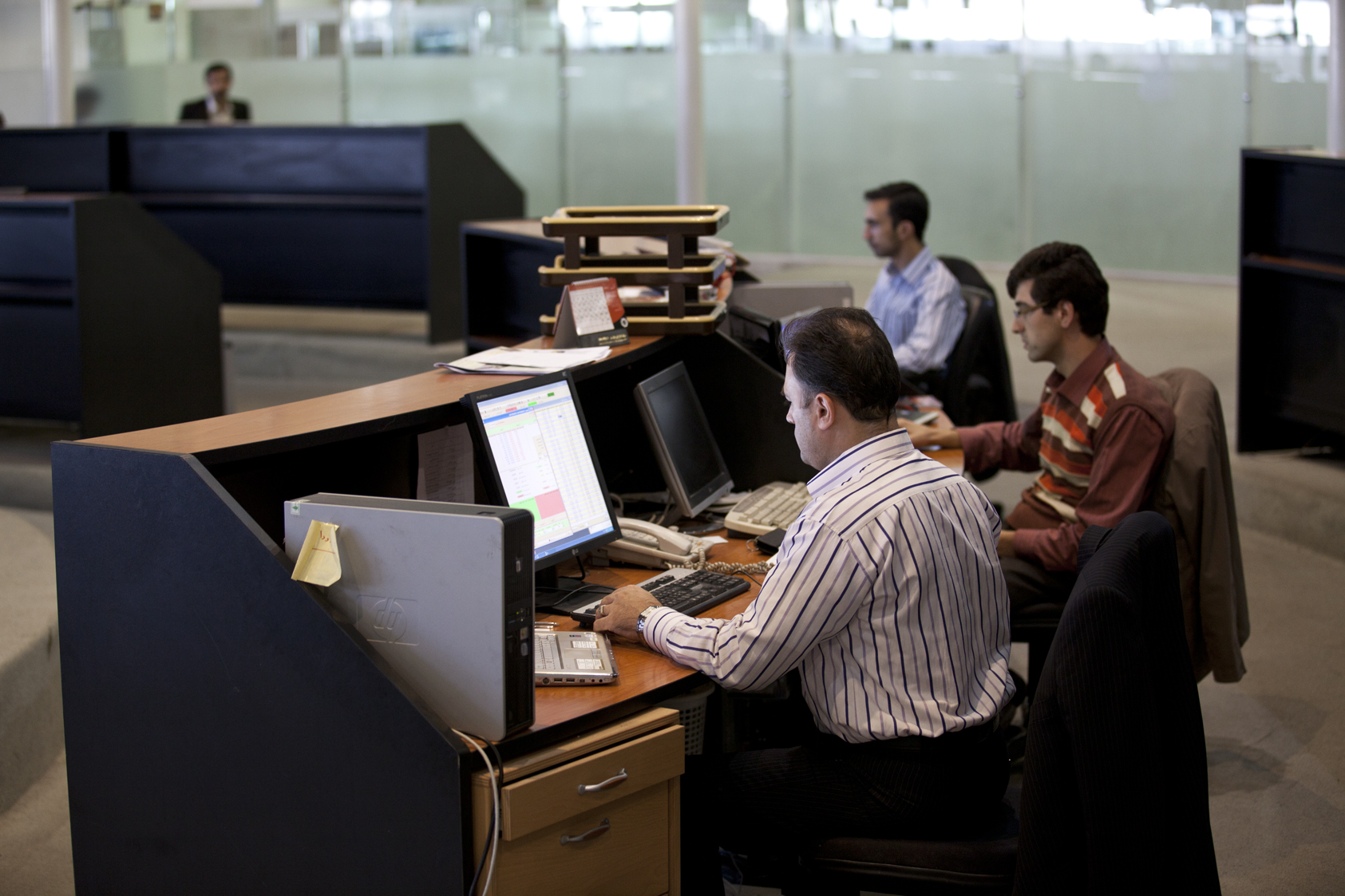
تالار بورس آذربایجان شرقی

## سایر منابع
- کاتالوگ تالار بورس منطقه‌ای آذربایجان شرقی
- لیست کارگزاران تالار بورس آذربایجان شرقی